# クリスティーン・トッド・ウィットマン
クリスティーン・トッド・ウィットマン（英語：Christine Todd "Christie" Whitman、1946年9月26日 - ）は、アメリカ合衆国の政治家。ニュージャージー州知事、アメリカ合衆国環境保護庁長官を務めた。

## 生い立ち
1946年9月26日にニューヨーク州ニューヨークで誕生し、ニュージャージー州ハンタードン郡で育った。父親はニュージャージー州の共和党指導者ウェブスター・トッド、母親はエレノア・プレンティス・スライであった。ウィットマンはニュージャージー州のファーヒルズ・カントリー・デイスクールで学び、続いてニューヨーク州マンハッタンのチェーピン・スクールで学んだ。ウィットマンは1968年にマサチューセッツ州のホイートン大学を卒業し、行政学の学士号を取得した。ウィットマンはその後、ネルソン・ロックフェラーの大統領選挙事務所で働いた。